# Občanská válka (film)
Občanská válka (v anglickém originále Civil War) je akční film, který napsal a režíroval Alex Garland. V hlavních rolích vystupují Kirsten Dunstová, Wagner Moura, Stephen McKinley Henderson, Cailee Spaenyová, Jesse Plemons a Nick Offerman.
Film byl uveden dne 12. dubna 2024 ve Spojených státech společností A24 a ve Spojeném království firmou Entertainment Film Distributors.

## Synopse
V blízké budoucnosti cestuje tým novinářů napříč Spojenými státy, které zachvátila občanská válka. Snaží se přežít v zemi, jejíž vláda se stává diktaturou a v níž extremistické partyzánské oddíly páchají politické násilí.

## Děj
Ve Spojených státech zuří občanská válka. Autoritářský prezident ve třetím volebním období čelí třem separatistickým hnutím, přičemž síly vedené Texasem a Kalifornií postupují na Washington, D.C. Válečná fotografka Lee Smith přežije bombový útok v New Yorku a společně s novinářem Joelem a mentorem Sammym se rozhodne vydat do hlavního města. K výpravě se připojí i mladá fotografka Jessie Cullen.
Cestou narazí na brutální realitu války, včetně mučení údajných zlodějů a poprav zajatců. Jessie se rychle zocelí a stává se čím dál schopnější fotografkou. Skupina je svědkem krvavých bojů a postupně míří k frontě v Charlottesville. Později se ocitnou v přestřelce, během níž jsou dva zahraniční novináři popraveni neznámou milicí. Sammy skupinu zachrání, ale při tom smrtelně zraněn.
Otřesení dorazí do Charlottesville, kde zjistí, že obrana hlavního města téměř neexistuje. Trojice se připojí k útoku na Washington. Jessie v bitvě riskuje život kvůli snímkům, zatímco Lee je vyčerpána. Při útoku na Bílý dům Lee zemře, když zachrání Jessie před střelbou. Jessie bez emocí pokračuje dál a fotografuje prezidenta, kterého vojáci vytáhnou z úkrytu pod stolem a na místě popraví. Joel mu před tím položí poslední otázku, na kterou prezident odpoví: „Nedovolte, aby mě zabili.“ Jessie zachytí vítězné vojáky pózující s jeho tělem.

## Obsazení
| Kirsten Dunstová           | reportérka                           |
| Wagner Moura               |                                      |
| Stephen McKinley Henderson |                                      |
| Cailee Spaenyová           |                                      |
| Jesse Plemons              |                                      |
| Nick Offerman              | prezident Spojených států amerických |
| Karl Glusman               |                                      |
| Sonoya Mizunová            |                                      |
| Jonica T. Gibbsová         |                                      |

## Produkce
V lednu 2022 bylo oznámeno, že se Alex Garland chopí scénáře a režie filmu pro společnost A24; do hlavních rolích byli obsazeni Kirsten Dunstová, Wagner Moura, Stephen McKinley Henderson a Cailee Spaenyová. V dubnu se k obsazení připojil také Karl Glusman. V květnovém rozhovoru pro deník The Daily Telegraph Garland označil film za doprovodný snímek k titulu Men. Uvedl, že jej situoval do neurčitého bodu v budoucnosti, dostatečně vzdáleného, aby mohl popustit uzdu fantazii, ale zároveň sloužícího jako sci-fi alegorie pro současnou polarizovanou dobu. Ve stejném rozhovoru bylo odhaleno, že se ve filmu objeví herečka Sonoya Mizunová.
Hlavní natáčení filmu začalo v Atlantě 15. března 2022 a v květnu se přesunulo do Londýna. Jeho rozpočet činí 50 milionů dolarů, což z něj dělá nejdražší film společnosti A24.

## Premiéra
Film Občanská válka měl být v amerických kinech uveden 26. dubna 2024 společností A24.